# IV. Károly német-római császár
IV. Károly vagy Luxemburgi Károly (csehül Karel IV., németül Karl IV), (Prága, 1316. május 14. – Prága, 1378. november 29.) morva őrgróf 1333-tól 1346-ig, német ellenkirály 1346-tól 1347-ig, cseh király 1346-tól, luxemburgi gróf 1346-tól 1353-ig, német király 1347-től, német-római császár 1355-től haláláig.
Cseh királyként I. Károly néven tartják számon. Nevéhez fűződik a Német Aranybulla kiadása és Prága intenzív fejlesztése, melynek nyomai mindmáig láthatóak a városon – nevét őrzi a Károly híd, de Karlovy Vary és Karlštejn vára is. Koronáinak többségét fia, Vencel örökölte, akitől később öccse, Zsigmond szerezte meg őket.

## Élete

### Ifjúsága
Károly János cseh király és Přemysl Erzsébet harmadik gyermekként eredetileg a Vencel (Václav) nevet kapta a keresztségben.
Mivel atyja kiváló viszonyt ápolt a Capeting-házzal, és sok időt töltött Franciaországban, Károly is itt töltötte gyermekkora jelentős részét. János sógora, IV. (Szép) Károly udvarában nevelkedett hét éven át, és vendéglátója tiszteletére vette fel bérmálkozásakor a Károly nevet.
Franciaországban Pierre Roger, a teológia ünnepelt doktora, a későbbi VI. Kelemen pápa gondoskodott neveléséről. Károly felnőve igen művelt emberré vált, folyékonyan beszélt a cseh mellett franciául, latinul, németül és olaszul. Harci tapasztalatot először 1331-ben szerzett édesapja oldalán Itáliában.
1333-tól kezdve viselte a trónörökösöknek járó morva őrgróf címet, és ekkortól a francia udvarban előszeretettel időző apja gyakori távollétei során ő igazgatta Csehországot. 1335-ben János társaságában részt vett a visegrádi királytalálkozón.

### Német ellenkirállyá választása
Károlyt a három egyházi választófejedelem, valamint a szász herceg és édesapja  Rhensben (ellen)királlyá választották IV. (Bajor) Lajos császárral szemben. Ebben fontos tényező volt János és a pápa jó kapcsolata is. Mivel azonban sem Köln, sem Aachen városa nem engedte falai közé, Bonnban koronázták meg. A Rajna menti városok megmaradtak a császár hűségén, így az ellenkirály francia területre szorult vissza. Itt vett részt a crécyi csatában, ahol édesapjával együtt harcolt a franciák mellett. Az ütközetben János elesett, Károly pedig megsebesült. Apja halálával rászállt a cseh trón és a Luxemburgi grófság is. Gyógyulását követően visszatért a birodalomba, majd sikertelen kísérletet tett, hogy elfoglalja Tirolt, amit – házassága révén – Lajos elsőszülött fia birtokolt. A nyílt háborúra a császárral nem került sor, mert Lajos 1347 októberében meghalt.

## Egyeduralkodása

### Prága fejlődése
A bajor párt azonban ekkor sem békélt meg: előbb III. Eduárd angol királyt, a crécyi győzőt választotta meg királynak 1348-ban, majd – miután az végül nem fogadta el a koronát – Schwarzburgi Günthert (1349). Günther lemondása és a Lajos brandenburgi őrgróffal és tiroli gróffal való kibékülés szilárdította csak meg Károly hatalmát, akinek uralkodása főleg saját tartománya, Csehország számára volt kiemelkedő jelentőségű Ő alapította meg 1348-ban a Prágai Egyetemet, és ugyancsak ő volt az, aki még 1346-ban a prágai püspökséget érseki rangra emelte, így vonván ki azt Mainz fennhatósága alól. Prága pezsgő kulturális és gazdasági központtá, Európa egyik legnagyobb városává nőtt; a számos építkezést kezdeményező, a művészetet pártoló uralkodó környezetében többek közt  Petrarca is megfordult.

### Pestisjárvány
Az 1348–1349-es nagy pestisjárvány súlyos károkat okozott német földön, és elragadta Károly leányát, Luxemburgi Margitot, I. Lajos magyar király első feleségét is. Mivel a járvány Csehországot csak kevéssé érintette, Károly zavartalanul fejleszthette királyságát.

### Első itáliai út

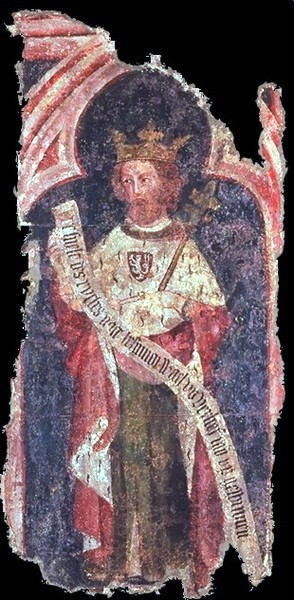

Károly továbbra is pártolta a pápát, ennek jeleként börtönöztette be 1350-ben a Prágába látogató Cola di Rienzót, majd adta ki őt 1351-ben az egyházfőnek. 1354–1355. évi itáliai útja során Rómában császárrá koronázták.

### A német aranybulla
Németország feudális széttagoltságát megerősítette: 1356-ban Metzben kiadta azt az Aranybullát, amelyben törvényre emelte a kölni, a mainzi és a trieri érsekek, a cseh király, a szász–wittenbergi herceg, a rajnai palotagróf, valamint a brandenburgi őrgróf királyválasztó jogát. Azzal, hogy e fejedelmeknek saját területükön a császárral megegyező jogokat adott  (regálék, helyi igazságszolgáltatás, személyük sérthetetlensége),. lényegében szövetségi állammá alakította át a birodalmat. Ugyanakkor a választói körből kimaradó egyes fejedelmek, mint pl. a bajor, a szász–lauenburgi és a osztrák hercegek is sérelmezték háttérbe szorításukat. A bajor herceg lecsendesítésére Károlynak be kellett törnie annak tartományába, a osztrák IV. Rudolf pedig jogainak kiterjesztése érdekében okleveleket hamisított, melyekben kiváltságait egészen Julius Caesarig vezette vissza.

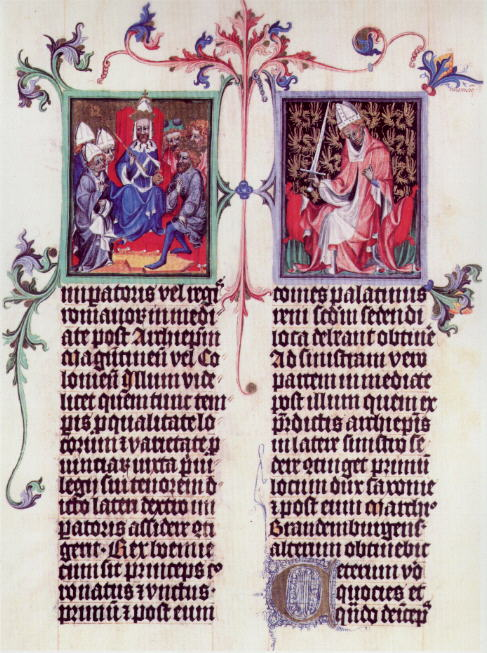
Luxemburgi Károly 1356-ban az Aranybullájában szentesítette a császárválasztás módját és önállóságot biztosított a tartományuraknak

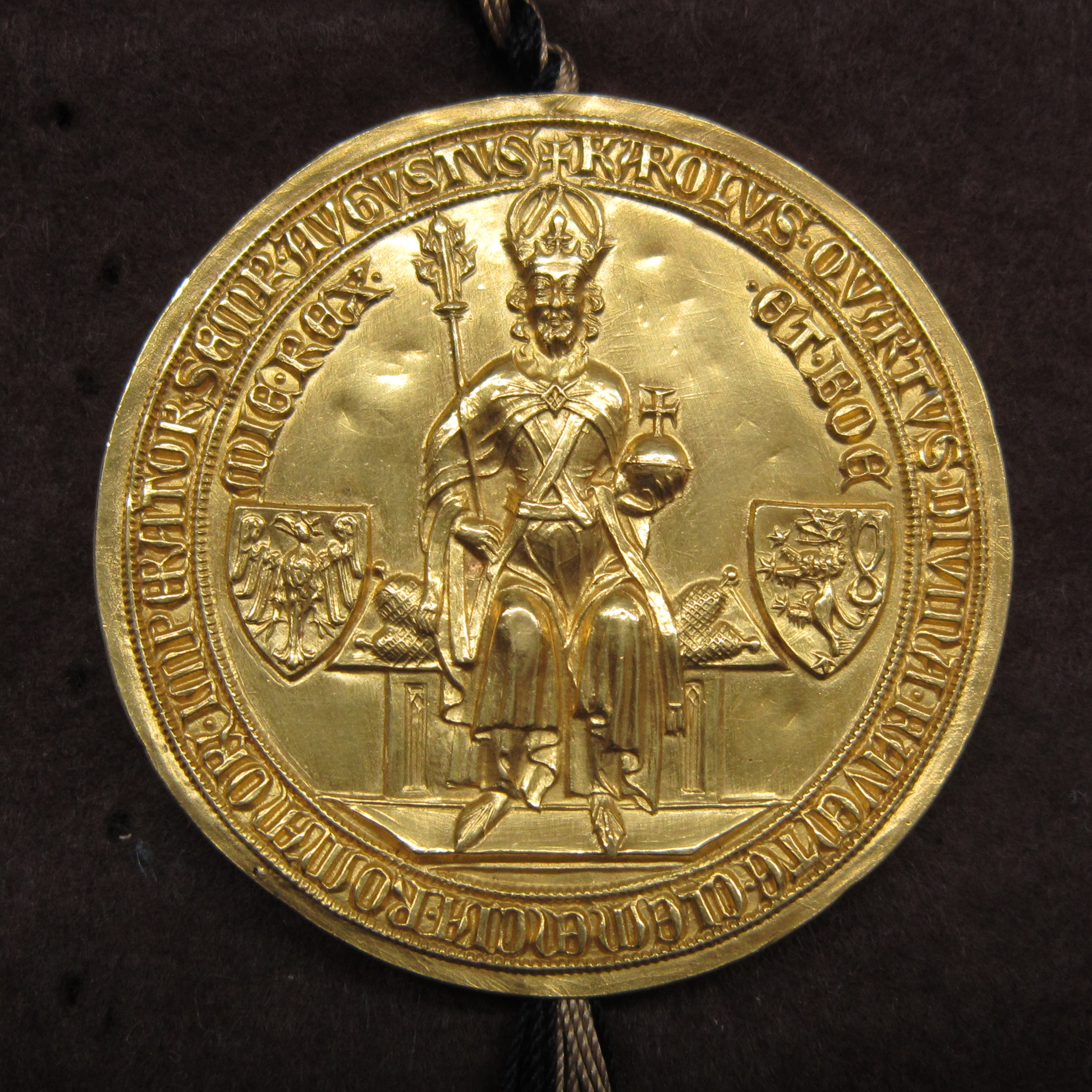
Az 1356-ban szentesített Aranybulla pecsétje

### Hódításai, adományai
A Luxemburgok családi birtokait a császár sikerrel gyarapította: 1353-ban megszerezte Felső-Pfalzot, majd Lausitzot és a sziléziai Schweidnitz és Jauer hercegségeket (1368) – ez utóbbiakkal egész Szilézia a cseh korona fennhatósága alá került. Hogy a fejedelmeket megtartsa maga mellett, a választókon kívül a kisebb hűbéreseknek is kiváltságokat adományozott. Így 1361-ben a württembergi grófok bíráskodását is kivonta a császári igazságszolgáltatás alól, a nürnbergi várgrófok pedig 1363-ban megkapták a választófejedelmek valamennyi jogát.

### Itáliai hadjárat
1365-ös avignoni látogatásakor Károly a kúria Rómába történő visszaköltöztetéséről tárgyalt V. Orbán pápával. Ezen utazása alkalmával Arles-ban Burgundia királyává koronázták meg  – ennek a címnek azonban ekkor már nem volt jelentősége.) 1367-ben ismét Avignonba látogatott, majd 1368-ban itáliai hadjáratra indult. A milánói Viscontikkal folytatott összecsapások 1369-ben békével végződtek ugyan, a pápa megtámogatása mégis sikertelen maradt, hiszen 1370-ben vissza kellett térnie Avignonba.

### Utolsó évei, háború a városok ellen
1372-ben Károly kisebbik fia, Zsigmond számára eljegyezte a magyar és a lengyel trón örökösnőjét. 1373-ban a fürstenwaldi egyezményben megvásárolta elsőszülött fia számára Brandeburgot a Wittelsbachoktól – Vencelt 1376-ban meg is nevezte utódjáként. A császár unokafivérei ekkor Morvaországot bírták, fivére, Vencel pedig Luxemburgot és Brabantot. A család birtokai ezzel egész Németországot behálózták.
A városokkal való szembenállása uralkodása vége felé kirobbantotta a délnémet városok háborúját (1377–1379), melynek kezdetét az 1376-ban alakult, 14 városból álló Sváb Szövetséggel való harc jelentette. Károly sikertelenül ostromolta Ulm városát, a szövetség pedig 1377-ben a reutlingeni csatában vereséget mért fő ellensége, a württembergi gróf fiának seregére. Ezután Károly már békét kívánt, és elismerte a szövetséget – a háború azonban halála után folytatódott.
A császár 1378-ban Vencel fiával együtt személyesen meglátogatta V. Károly francia királyt. Nem sokkal később, még ebben az évben Prága városában a 62 éves Károlyt elragadta a halál.

## Gyermekei
- Károly 1329-ben[5] Prágában[5] házasodott össze első feleségével, Valois Blankával[5] (1316 – 1348. augusztus 1., Valois Károly leánya), aki 2 gyermeket szült férjének:

1. (Idősebb) Margit[5] (1335. május 24. – 1349. szeptember 7.) – I.(Nagy) Lajos magyar király első felesége, nem születtek gyermekei
2. Katalin[5] (1342. augusztus 19. – 1395. április 26.) – IV. Rudolf osztrák herceg, majd V. Ottó bajor herceg felesége, nem születtek gyermekei

Másodszorra Wittelsbach Annát (1329. szeptember 26. – 1353. február 2., II. Rudolf rajnai palotagróf és választófejedelem leánya) vette el (1349. március 4., Bacharach). Tőle 1 fia született:
- Vencel[5] (1350–1351) – csecsemőkorban meghalt

Harmadik felesége Świdnicai Anna (1339–1362. július 11.), II. Henrik schweidnitzi herceg és Anjou Katalin leányaként I. Károly magyar király unokája. Vele 1353. május 27-én, Budán kötötte házasságát. 2 gyermekük született:
1. Erzsébet[5] (1358. március 19. – 1373. szeptember 19.) – III. Albert osztrák herceg első felesége, nem születtek gyermekei
2. Vencel[5] (1361. február 26. – 1419. augusztus 16.) – Cseh király IV. Vencel néven, német király I. Vencel néven – első felesége Bajor Johanna, második felesége Bajor Zsófia, egyik házasságából sem születtek gyermekek
3. fiú (élt 1362. július 11-én)

Negyedszerre Pomerániai Erzsébetet (1347 – 1393. április 15.) (V. Boguszláv pomerániai herceg és Piast Erzsébet lengyel királyi hercegnő leányaként III. Kázmér lengyel király unokája) vette feleségül 1363. május 21-én Krakkóban, aki 7 gyermeket szült Károlynak:
1. Anna[5] (1366. május 11. – 1394. június 7.) – II. Richárd angol király első felesége, nem születtek gyermekei
2. Zsigmond[5] (1368. február 14. – 1437. december 9.) – Magyar és cseh király, német-római császár – első felesége I. (Anjou) Mária magyar királynő, 1 fiú, meghalt a születését követően, második felesége Cillei Borbála, 1 leány (+1 természetes fiú)
3. János[5] (1370. június 15. – 1396. március 1.) Görlitz hercege – első felesége Mecklenburgi Richardis, Albert svéd király leánya, 1 leány
4. Károly[5] (1372 – 1373) – Kisgyermekként meghalt
5. (Ifjabb) Margit[5] (1373. szeptember 29. – 1410. június 4.) – III. János nürenbergi várgróf felesége, 1 leány
6. Henrik[5] (1377 – 1378) – Kisgyermekként meghalt

## Családfa
| VII. Henrik német-római császár * 1276 † 1313. VIII. 24. | VII. Henrik német-római császár * 1276 † 1313. VIII. 24. |                                              |                                              | Brabanti Margit * 1276. X. 4. † 1311. XII. 14. | Brabanti Margit * 1276. X. 4. † 1311. XII. 14. |  |  | II. Vencel cseh király * 1271. IX. 27. † 1305. VI. 21. | II. Vencel cseh király * 1271. IX. 27. † 1305. VI. 21. |                                         |                                         | Habsburg Guta * 1271. III. 13. † 1297. V. 21. | Habsburg Guta * 1271. III. 13. † 1297. V. 21. |
|                                                          |                                                          |                                              |                                              |                                                |                                                |  |  |                                                        |                                                        |                                         |                                         |                                               |                                               |
|                                                          |                                                          |                                              |                                              |                                                |                                                |  |  |                                                        |                                                        |                                         |                                         |                                               |                                               |
|                                                          |                                                          | I. János * 1296. VIII. 10. † 1346. VIII. 26. | I. János * 1296. VIII. 10. † 1346. VIII. 26. |                                                |                                                |  |  |                                                        |                                                        | Erzsébet * 1292. I. 20. † 1330. IX. 28. | Erzsébet * 1292. I. 20. † 1330. IX. 28. |                                               |                                               |
|                                                          |                                                          |                                              |                                              |                                                |                                                |  |  |                                                        |                                                        |                                         |                                         |                                               |                                               |
|                                                          |                                                          |                                              |                                              |                                                |                                                |  |  |                                                        |                                                        |                                         |                                         |                                               |                                               |
|                                                          |                                                          |                                              |                                              |                                                |                                                |  |  |                                                        |                                                        |                                         |                                         |                                               |                                               |

| 1 Valois Blanka * 1316 † 1348. VIII. 1. OO | 1 Valois Blanka * 1316 † 1348. VIII. 1. OO | 2 Wittelsbach Anna * 1329. IX. 26. † 1353. II. 2. OO | 2 Wittelsbach Anna * 1329. IX. 26. † 1353. II. 2. OO | IV. Károly * 1316. V. 14. † 1378. XI. 29. | IV. Károly * 1316. V. 14. † 1378. XI. 29. | 3 Świdnicai Anna * 1339 † 1362. VII. 11. OO | 3 Świdnicai Anna * 1339 † 1362. VII. 11. OO | 4 Pomerániai Erzsébet * 1347 † 1393. IV. 15. OO | 4 Pomerániai Erzsébet * 1347 † 1393. IV. 15. OO |
|                                            |                                            |                                                      |                                                      |                                           |                                           |                                             |                                             |                                                 |                                                 |
|                                            | 1                                          |                                                      | 1                                                    |                                           | 2                                         |                                             | 3                                           |                                                 | 3                                               |
| Margit * 1335. V. 24. † 1349. IX. 7.       | Margit * 1335. V. 24. † 1349. IX. 7.       | Katalin * 1342. VIII. 19. † 1395. IV. 26.            | Katalin * 1342. VIII. 19. † 1395. IV. 26.            | Vencel * 1350 † 1351                      | Vencel * 1350 † 1351                      | Erzsébet * 1358. III. 19. † 1373. IX. 19.   | Erzsébet * 1358. III. 19. † 1373. IX. 19.   | Vencel * 1361. II. 26. † 1419. VIII. 16.        | Vencel * 1361. II. 26. † 1419. VIII. 16.        |
|                                            | 3                                          |                                                      | 4                                                    |                                           | 4                                         |                                             | 4                                           |                                                 | 4                                               |
| fiú * 1362. VII. 11. † 1362. VII. 11.      | fiú * 1362. VII. 11. † 1362. VII. 11.      | Anna * 1366. V. 11. † 1394. VI. 7.                   | Anna * 1366. V. 11. † 1394. VI. 7.                   | Zsigmond * 1368. II. 14. † 1437. XII. 9.  | Zsigmond * 1368. II. 14. † 1437. XII. 9.  | János * 1370. VI. 15. † 1396. III. 1.       | János * 1370. VI. 15. † 1396. III. 1.       | Károly * 1372 † 1373                            | Károly * 1372 † 1373                            |
|                                            | 4                                          |                                                      | 4                                                    |                                           | törvénytelen                              |                                             |                                             |                                                 |                                                 |
| Margit * 1373. IX. 29. † 1410. VI. 4.      | Margit * 1373. IX. 29. † 1410. VI. 4.      | Henrik * 1377 † 1378                                 | Henrik * 1377 † 1378                                 | Vilmos                                    | Vilmos                                    |                                             |                                             |                                                 |                                                 |